# آمیتراز
آمیتراز (به انگلیسی: Amitraz) با فرمول شیمیایی C۱۹H۲۳N۳ یک ترکیب شیمیایی با شناسه پاب‌کم ۳۶۳۲۴ است. که جرم مولی آن ۲۹۳٫۴۱ g/mol می‌باشد. 